# Galerie Charpentier
 (juillet 2017).
Si vous disposez d'ouvrages ou d'articles de référence ou si vous connaissez des sites web de qualité traitant du thème abordé ici, merci de compléter l'article en donnant les références utiles à sa vérifiabilité et en les liant à la section « Notes et références ».
La galerie Charpentier est une ancienne galerie d'art ancien et moderne installée à Paris, 76 rue du Faubourg-Saint-Honoré. Le lieu est aujourd'hui le siège de Sotheby's France.

## Historique
En 1802, le comte d'Orglandes fait bâtir un hôtel particulier au 76 rue du Faubourg-Saint-Honoré dans le 8e arrondissement de Paris, à l'angle de la rue Duras (presque en face du palais de l'Élysée). En 1821, il le vend au colonel d'Andlau d'Orvillers. À une date inconnue, l'hôtel devient la propriété de la famille Mouthier-Dehayin. Le collectionneur Jean Charpentier succède à cette famille et, peu à peu, le public est admis à visiter les collections dans une galerie aménagée dans la cour d'honneur. Dès 1924, une exposition sur Géricault y est organisée par Jean Charpentier.
Après la dissolution de la société des Galeries Georges Petit en 1933, les ventes aux enchères de prestige ont lieu « en l'Hôtel de Jean Charpentier ». D'autres expositions sont organisées dans ces lieux comme « Réalités Nouvelles » en 1939. En 1941, une exposition posthume des œuvres d'Émile Bernard est proposée au public parisien. En 1948, Raymond Nacenta devient propriétaire de la galerie, et de nouvelles expositions et ventes aux enchères mémorables y sont organisées. Selon Myriam Chimènes et Yannick Simon, c'est dès 1941 que "Raymond Nasenta" est propriétaire de cette galerie, dans laquelle se tinrent les cinq premiers concerts de la Pléiade, de février à juin 1943. 
Au début des années 1960, la ville de Paris consent aux commissaires-priseurs parisiens des conditions avantageuses pour la location du Palais Gallièra qui devient le lieu à la mode pour les vacations prestigieuses d'objets d'art. Par la suite, les anciens locaux de la galerie Charpentier furent le siège parisien de la société Fives-Lille, qui montra sa maîtrise de l'utilisation de l'acier en installant à la place de la galerie des bureaux particulièrement standardisés.
À la fin des années 1980, les pièces sur la rue du Faubourg étaient louées à Pierre Cardin qui y installa un restaurant.
Implantée à Paris depuis 1967, la société de vente aux enchères Sotheby's choisit en 1988 cet immeuble pour y installer ses bureaux parisiens.

## Expositions
De 1942 à 1965, la galerie Charpentier eut une politique d'exposition assez ambitieuse et novatrice.
Expositions ayant donné lieu à la publication d'un catalogue :
- 1924 : Géricault
- 1925 : Art ancien espagnol
- 1927 : Georges Michel
- 1928 : La jeunesse vue par les maîtres français et étrangers du XVIe au XIXe siècle
- 1929 : Jean Helleu
- 1930 : Madeleine de Lyée de Belleau[7]
- 1930 : Kamesuke Hiraga 75 peintures ; du 5 au 19 décembre 1930
- 1931 : Anna Quinquaud
- 1932 : Florimond Météreau
- 1933 : Marguerite Jeanne Carpentier[8]
- 1934 : Maîtres anglais du XVIIIe siècle[9]
- 1934 : Section française de la Biennale de Venise
- 1935 : L'art de la gravure en Angleterre et en France de 1660 à 1860
- 1935 : Exposition de Provence du 1er au 15 avril avec 2 tableaux de Jean Baltus : Route de Maussane et Moulin à Fontvieille
- 1936 : Raymond Moisset
- 1937 : Rodolphe Caillaux et Lucienne Pageot-Rousseaux
- 1938 : Roger Bezombes
- 1938 : Jean Dries
- 1939 (mai) : rétrospective William Samuel Horton[10]
- 1939 : Réalités Nouvelles
- 1942 : Treize peintres et sculpteurs contemporains
- 1942-1943 : Fleurs et Fruits depuis le Romantisme
- 1943 : André Dignimont
- 1943 : L’Automne
- 1943 : Scènes et figures parisiennes
- 1943 : Cent aquarelles de Maurice Asselin
- 1944 : L’aquarelle romantique et contemporaine
- 1944 : La vie familiale
- 1945 : L’aquarelle
- 1945 : Paysages d’eau douce
- 1945 : Paysages de France
- 1945 : Portraits français
- 1945 : Maurice Asselin
- 1945 : André Jordan
- 1946 : Cent chefs-d’œuvre des peintres de l’École de Paris
- 1946 : La vie silencieuse
- 1946 : Art suisse contemporain
- 1947 : Beautés de la Provence
- 1947 : Paysages d’Italie
- 1947 : Ker Xavier Roussel
- 1947 : Maillol
- 1947 : Jean de Gaigneron
- 1948 : Dunoyer de Segonzac
- 1948 : Claude Lepape
- 1948 : Estampes en couleurs, du XVIe siècle à nos jours
- 1948-1949 : Danse et divertissements
- 1950 : Cent portraits de femmes
- 1950 : Émile Bouneau
- 1950 : André Villeboeuf
- 1950 : Rétrospective Othon Friesz
- 1950 : Autour de 1900 (Jules Cavaillès...)
- 1951 : Bernard Lorjou
- 1952 : Salon des Tuileries
- 1952 : Cent portraits d'hommes du XIVe siècle à nos jours
- 1952-1953 : Cent tableaux d'art religieux du XIVe siècle à nos jours
- 1953 : Figures nues d’École française depuis les maîtres de Fontainebleau[11]
- 1953 : L'art sacré
- 1952 : Célébrités françaises
- 1954 : Le pain et le vin
- 1954 : Plaisirs de la campagne (Jules Cavaillès...)
- 1954 : École de Paris (Jean Aujame, Simone Dat, Marcel Roche, Gaston-Louis Roux…)
- 1955 : Découvrir
- 1955 : École de Paris
- 1956 : L’œuvre de Vlaminck
- 1956 : École de Paris
- 1956 : Art suisse contemporain
- 1956 : Un siècle de chemin de fer et d'art
- 1956 : Gaston Sébire
- 1957 : École de Paris
- 1957 : Cent chefs-d’œuvre de l’art français, 1750-1950
- 1957 : Prix Greenshields
- 1958 : École de Paris
- 1958 : Cent tableaux de Modigliani
- 1958 : Cent tableaux de 1944 à 1958 par Bernard Buffet
- 1959 : Cent tableaux d’Utrillo
- 1959 : Cent tableaux de Soutine
- 1959 : Trésors d'art précolombien
- 1959 : Van Dongen : œuvres de 1890 à 1948
- 1960 : Cent tableaux de collections privées : de Bonnard à de Staël
- 1960 : Cent œuvres de Gauguin
- 1960 : Dunoyer de Segonzac (50 années de peinture)
- 1961 : Henri Rousseau dit « le Douanier »
- 1961 : Cent tableaux de Jacques Villon
- 1961 : Formes et couleurs (Jules Cavaillès)
- 1962 : Célébrités françaises
- 1962 : Les Fauves
- 1963 : Tony Agostini
- 1963 : Jardins de France
- 1963 : Trésors des musées bulgares depuis le Xe siècle avant Jésus-Christ
- 1963 : École de Paris (Jean Couy, Georges Feher, Claude Viseux...)
- 1964 : Le surréalisme
- 1964 : Les Gemmaux de Pablo Picasso
- 1964-1965 : Pettoruti : cinquante ans de peinture
- 1965 : Jardins et Fleurs
- 1965 : Rouault : peintures inconnues ou célèbres

## Archives
Fonds : Galerie Charpentier [Archives écrites : 47 boites, 40 classeurs. Archives photographiques : env. 10.000 tirages et 14.000 plaques de verre.]. Paris : Bibliothèque Kandinsky, Centre Pompidou (présentation en ligne).